# David Yates
David Yates (n. 8 octombrie 1963, St Helens, Anglia, Regatul Unit) este un regizor englez cunoscut pentru câteva filme din seria Harry Potter.

## Filmografie

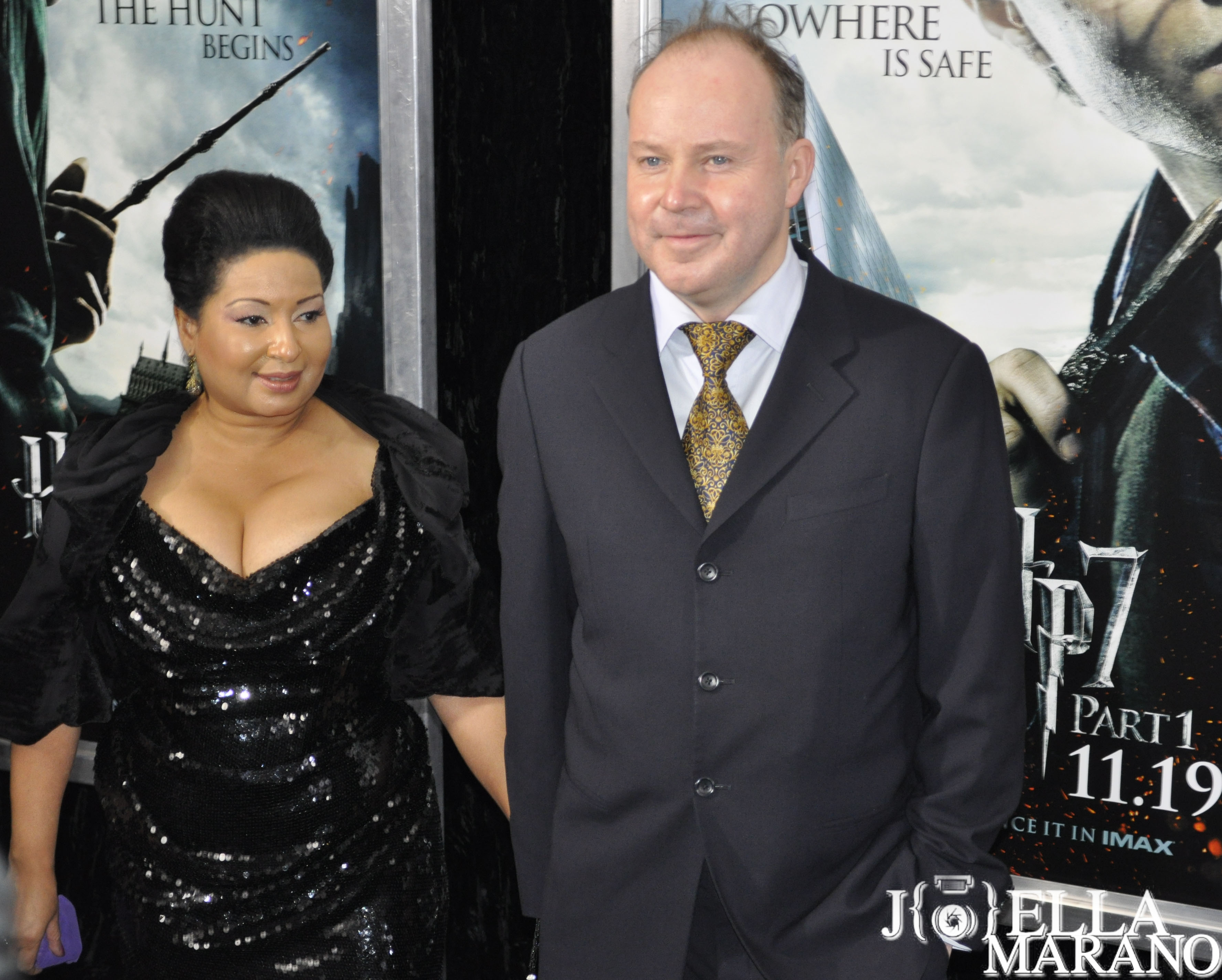
David Yates cu soția sa, Yvonne Walcott, la premiera Harry Potter and the Deathly Hallows – Part 1 în New York City pe 15 noiembrie 2010.

| An        | Titlu                                         | Rol                                | Descriere |
| --------- | --------------------------------------------- | ---------------------------------- | --- |
| 1988      | When I Was a Girl                             | - Regizor - Producător - Scenarist | Film de scurtmetraj                                                                                                |
| 1991      | The Weaver's Wife                             | - Regizor - Producător - Scenarist | Film de scurtmetraj                                                                                                |
| 1991      | Oranges and Lemons                            | Regizor                            | Film de scurtmetraj                                                                                                |
| 1992      | Good Looks                                    | Regizor                            | Film de scurtmetraj                                                                                                |
| 1994      | Moving Pictures                               | Regizor                            | 1 episode of television series: - Low Budget                                                                       |
| 1994–1995 | The Bill                                      | Regizor                            | 5 episodes of television series: - Full Contact - Death and Taxes - Other Voices - Feeling Guilty - Life's a Bitch |
| 1995      | Tale of Three Seaside Towns                   | - Regizor - Producător             | 3 episodes of television documentary: - Weymouth - Eastbourne - Brighton                                           |
| 1996      | Punch                                         | Regizor                            | Film de scurtmetraj                                                                                                |
| 1998      | The Tichborne Claimant                        | Regizor                            | Independent film                                                                                                   |
| 2000      | The Sins                                      | Regizor                            | 3 episodes of television series: - Greed - Envy - Lust                                                             |
| 2001      | The Way We Live Now                           | Regizor                            | 4-part television serial                                                                                           |
| 2002      | Rank                                          | Regizor                            | Film de scurtmetraj                                                                                                |
| 2003      | State of Play                                 | Regizor                            | 6-part television serial                                                                                           |
| 2003      | The Young Visiters                            | Regizor                            | Television film |
| 2004      | Sex Traffic                                   | Regizor                            | Television film, 2-part drama                                                                                      |
| 2005      | The Girl in the Café                          | Regizor                            | Television film |
| 2007      | Harry Potter and the Order of the Phoenix     | Regizor                            | Theatrical film |
| 2009      | Harry Potter and the Half-Blood Prince        | Regizor                            | Theatrical film |
| 2010      | Harry Potter and the Deathly Hallows – Part 1 | Regizor                            | Theatrical film |
| 2011      | Harry Potter and the Deathly Hallows – Part 2 | Regizor                            | Theatrical film |
| TBC       | Tyrant                                        | Regizor                            | Pilot of television drama                                                                                          |
| 2016      | Tarzan                                        | Regizor                            | Theatrical film |

## Premii
| An   | Premiu                                                                     | Categorie                                                            | Titlu                                                                 | Rezultat     |
| ---- | -------------------------------------------------------------------------- | -------------------------------------------------------------------- | --------------------------------------------------------------------- | ------------ |
| 1991 | Cork International Film Festival                                           | Best European Short                                                  | When I Was a Girl                                                     | Câștigat     |
| 1991 | San Francisco International Film Festival: Golden Gate Award               | Best Short Film                                                      | When I Was a Girl                                                     | Câștigat     |
| 1991 | Belfort Film Festival                                                      | Best Film                                                            | When I Was a Girl                                                     | Câștigat     |
| 1992 | Chicago International Film Festival: Silver Hugo                           | –                                                                    | Good Looks                                                            | Câștigat     |
| 1998 | Emden Film Festival Award                                                  | –                                                                    | The Tichborne Claimant                                                | Nominalizare |
| 2002 | BAFTA: British Academy Television Award                                    | Best Drama Serial                                                    | The Way We Live Now                                                   | Câștigat     |
| 2003 | BAFTA: British Academy Film Award                                          | Best Short Film                                                      | Rank                                                                  | Nominalizare |
| 2003 | Directors Guild of Great Britain                                           | Outstanding Directorial Achievement in a TV Movie/Serial             | State of Play                                                         | Câștigat     |
| 2004 | BAFTA: British Academy Television Award                                    | Best Drama Serial                                                    | State of Play                                                         | Nominalizare |
| 2004 | Cologne Conference: TV Spielfilm Award                                     | Best Fiction Programme                                               | State of Play                                                         | Câștigat     |
| 2004 | Directors Guild of Great Britain                                           | Outstanding Directorial Achievement in a TV Movie/Mini-Series        | Sex Traffic                                                           | Nominalizare |
| 2005 | BAFTA: British Academy Television Award                                    | Best Drama Serial                                                    | Sex Traffic                                                           | Câștigat     |
| 2005 | Prix Italia                                                                | Best TV Movie or Mini-Series                                         | Sex Traffic                                                           | Câștigat     |
| 2006 | Primetime Emmy Award                                                       | Outstanding Directing for a Mini-Series, Movie or Dramatic Special   | The Girl in the Café                                                  | Nominalizare |
| 2006 | Primetime Emmy Award                                                       | Outstanding Made for Television Movie                                | The Girl in the Café                                                  | Câștigat     |
| 2008 | Empire Award                                                               | Best Director                                                        | Harry Potter and the Order of the Phoenix                             | Câștigat     |
| 2008 | Saturn Award                                                               | Best Director                                                        | Harry Potter and the Order of the Phoenix                             | Nominalizare |
| 2010 | NFTS Honorary Fellowship Arhivat în 20 octombrie 2012, la Wayback Machine. | Outstanding Contribution to the British Film and Television Industry | –                                                                     | Câștigat     |
| 2011 | BAFTA: Britannia Award (Los Angeles)                                       | John Schlesinger Britannia Award for Excellence in Directing         | Harry Potter Order of the Phoenix, Half-Blood Prince, Deathly Hallows | Câștigat     |
| 2011 | Saturn Award                                                               | Best Director                                                        | Harry Potter and the Deathly Hallows – Part 1                         | Nominalizare |
| 2011 | Scream Award                                                               | Best Director                                                        | Harry Potter and the Deathly Hallows – Part 2                         | Nominalizare |
| 2012 | Saturn Award                                                               | Best Director                                                        | Harry Potter and the Deathly Hallows – Part 2                         | Nominalizare |
| 2012 | SFX Award                                                                  | Best Director                                                        | Harry Potter and the Deathly Hallows – Part 2                         | Nominalizare |
| 2012 | Empire Award                                                               | Best Director                                                        | Harry Potter and the Deathly Hallows – Part 2                         | Câștigat     |
| 2012 | University of Essex                                                        | Honorary Degree                                                      | –                                                                     | Câștigat     |